# Tournan-en-Brie
Tournan-en-Brie – miejscowość i gmina we Francji, w regionie Île-de-France, w departamencie Sekwana i Marna.
Według danych na rok 1990 gminę zamieszkiwało 5528 osób, a gęstość zaludnienia wynosiła 357 osób/km² (wśród 1287 gmin regionu Île-de-France Tournan-en-Brie plasuje się na 313. miejscu pod względem liczby ludności, natomiast pod względem powierzchni na miejscu 159.).

## Miasta partnerskie
- Karczew